# Marathon van Houston 1988
De marathon van Houston 1988 (ook wel Houston-Tenneco) vond plaats op zondag 17 januari 1988. Het was de zestiende editie van deze marathon.
De marathon werd bij de mannen gewonnen door de Noor Geir Kvernmo in 2:11.44. Hij had slechts zes seconden voorsprong op de Mexicaan Salvador Garcia. Bij de vrouwen won de Amerikaanse Linda Zeman in 2:34.52. Zowel de eerste man als de eerste vrouw ontvingen $ 25.000 voor hun overwinning.
In totaal finishten er 3073 marathonlopers, waarvan 2557 mannen en 516 vrouwen.

## Uitslagen

### Mannen
| rang   | naam                   | land | tijd    |
| ------ | ---------------------- | ---- | ------- |
| Goud   | Geir Kvernmo           | NOR  | 2:11.44 |
| Zilver | Salvador Garcia        | MEX  | 2:11.50 |
| Brons  | Michael Scheytt        | GER  | 2:14.15 |
| 4      | Jorge González         | PUR  | 2:15.28 |
| 5      | Zackariah Barie        | TAN  | 2:15.51 |
| 6      | Stephen Brace          | WAL  | 2:16.43 |
| 7      | Mark Stickley          | USA  | 2:17.13 |
| 8      | Cor Lambregts          | NED  | 2:17.27 |
| 9      | Sam Ngatia             | KEN  | 2:17.36 |
| 10     | Barry-David Smith      | ENG  | 2:17.50 |
| 11     | Martti Kiilholma       | FIN  | 2:18.01 |
| 12     | Jean-Michel Charbonnel | FRA  | 2:18.24 |
| 13     | Oddmund Roalkvam       | NOR  | 2:18.37 |
| 14     | Brent Barnhill         | USA  | 2:18.44 |
| 15     | Bjørn Nordheggen       | NOR  | 2:19.20 |
| 16     | Peter Gschwend         | SUI  | 2:19.27 |
| 17     | Gabriel Kamau          | KEN  | 2:19.30 |
| 18     | Ron Tabb               | USA  | 2:19.38 |
| 19     | Dennis Simonaitis      | USA  | 2:19.45 |
| 20     | Robert Yara            | USA  | 2:19.48 |

### Vrouwen
| rang   | naam               | land | tijd    |
| ------ | ------------------ | ---- | ------- |
| Goud   | Linda Zeman        | USA  | 2:34.52 |
| Zilver | Sissel Grottenberg | NOR  | 2:35.57 |
| Brons  | Angela Hulley      | ENG  | 2:36.21 |
| 4      | Rita Borralho      | POR  | 2:36.45 |
| 5      | Sandra Mewett      | GBR  | 2:37.36 |
| 6      | Jenni Peters       | USA  | 2:39.28 |
| 7      | Madeline Tormoen   | USA  | 2:43.51 |
| 8      | Mary Lammi         | USA  | 2:44.08 |
| 9      | Cindy James        | USA  | 2:44.30 |
| 10     | Nancy Conz         | USA  | 2:44.51 |
| 11     | Mary Alico         | USA  | 2:45.54 |
| 12     | Sheryl Reid        | USA  | 2:46.15 |
| 13     | Ann Bond           | USA  | 2:46.47 |
| 14     | Debbie Warner      | USA  | 2:47.24 |
| 15     | Lorraine Masuoka   | USA  | 2:48.05 |
| 16     | Christine Hardman  | USA  | 2:49.48 |
| 17     | Donna Chin         | USA  | 2:51.02 |
| 19     | Susan Havens       | USA  | 2:52.03 |
| 20     | Debbie Hanson      | USA  | 2:52.25 |

1972 ·
1973 ·
1974  ·
1975 ·
1976 ·
1977 ·
1978 ·
1979 ·
1980 ·
1981 ·
1982 ·
1983 ·
1984 ·
1985 ·
1986 ·
1987 ·
1988 ·
1989 ·
1990 ·
1991 ·
1992 ·
1993 ·
1994 ·
1995 ·
1996 ·
1997 ·
1998 ·
1999 ·
2000 ·
2001 ·
2002 ·
2003 ·
2004 ·
2005 ·
2006 ·
2007 ·
2008 ·
2009 ·
2010 ·
2011 ·
2012 ·
2013 ·
2014 ·
2015 ·
2016 ·
2017